# Hannah Craig (Squashspielerin)
Hannah Craig (* 23. Januar 1999 in Lisburn, Nordirland) ist eine irische Squashspielerin.

## Karriere
Hannah Craig ist zwar in Nordirland geboren, tritt international allerdings für Irland an. 2016 spielte sie erstmals auf der PSA World Tour und gewann auf dieser bislang einen Titel. Sie erreichte ihre höchste Platzierung in der Weltrangliste mit Rang 63 am 10. März 2025. Für die irische Nationalmannschaft debütierte sie 2016 bei den Europameisterschaften und war seitdem mehrfach Mitglied des irischen Kaders. Mit der Nationalmannschaft nahm sie 2024 an der Weltmeisterschaft teil.
Nach einem Finalsieg über Sophie O’Rourke gewann Craig 2017 die irische Meisterschaft. Im Jahr zuvor war sie noch Laura Mylotte im Finale unterlegen gewesen. 2024 sicherte sich Craig ihren zweiten Titelgewinn, diesmal gegen Breanne Flynn. Sie besiegte Flynn 2025 im Finale der Meisterschaften erneut.
2017 begann sie ein Geschichts- und Literaturstudium am Harvard College, für das sie auch im College Squash aktiv ist.

## Erfolge
- Gewonnene PSA-Titel: 1
- Irische Meisterin: 3 Titel (2017, 2024, 2025)